# بلدة غارفيلد (مقاطعة غراند ترافيرس)
غارفيلد، مقاطعة غراند ترافيرس (بالإنجليزية: Garfield Township, Grand Traverse County, Michigan)‏ هي بلدة تقع بولاية ميشيغان في الولايات المتحدة. تبلغ مساحتها 71.7 (كم²)، وترتفع عن سطح البحر 214 م، بلغ عدد سكانها 13840 نسمة في عام تعداد الولايات المتحدة 2000 حسب إحصاء مكتب تعداد الولايات المتحدة وتصل الكثافة السكانية فيها 200.2 نسمة/كم2.

## وصلات خارجية
- - The US50 - Cities and Towns in Michigan State
- Michigan Cities and Towns, Facts, Map, Flag, Colleges, Government, and More